# Bezares
Bezares è un comune spagnolo di 22 abitanti situato nella comunità autonoma di La Rioja.